# Casa Molinero
La casa Molinero de Las Bellostas es un monumento declarado Bien de Interés Cultural por el Gobierno de Aragón ubicado en Las Bellostas, en España. Esta casa torreada, erigida en el siglo XVI, presenta la tipología habitual del Pirineo. Fue construida en un periodo de numerosos conflictos, lo que explica la proliferación de estas viviendas fortificadas en la zona. En torno a cien casonas de este tipo diseminadas por varias comarcas oscenses hacen reflexionar sobre las causas que motivaron esta abundancia.
En el Alto Aragón se vivió un momento de tal inseguridad que las familias con posibilidades optaron por garantizar su propia seguridad construyendo viviendas militarizadas que permitieran su supervivencia.

## Descripción
Casa Molinero es un edificio compacto y de considerables dimensiones de obra de mampostería y sillar; se compone de una majestuosa torre y una edificación de planta baja unida a la misma, que posteriormente fue levanta para alcanzar en altura a la torre,
Toda la construcción es de mampostería cara vista, con sillar en las esquinas y encuadrando las ventanas, con la singularidad de conservar restos de revoco en la fachada principal.
La torre de Casa Molinero, es de planta rectangular con paños de aprox 1 metro de grosor cuenta con una altura de tres plantas, cubierta a dos aguas y tejado de losa. La planta baja de la torre es abovedada con una ventana de pequeñas dimensiones y conecta con el patio de la vivienda. Como en otros casos, parece que la construcción inicial fue la torre que prácticamente hoy ha quedado engullida por sucesivas modificaciones y ampliaciones por lo que sólo resulta evidente su existencia para entendidos y curiosos.
En la fachada principal se encuentra un escudo que puede datarse en el siglo XVII, según algunos estudiosos..
Este edificio es un buen ejemplo de arquitectura popular por su robustez y austeridad.

## Localización
Las Bellostas es una pequeña población perteneciente al municipio de Aínsa-Sobrarbe, la comarca de Sobrarbe, provincia de Huesca, Aragón, España. Para llegar a ella desde Aínsa la mejor opción es dirigirse a Boltaña desde allí tomar la A-1604 y pasado Campodarve tomar un desvío a la derecha; será necesario dejar atrás Morcat y Pueyo Morcat y tras ellos llegaremos a nuestro destino.
Al sur del conjunto urbano se encuentra Casa Molinero.